# QR-Stein

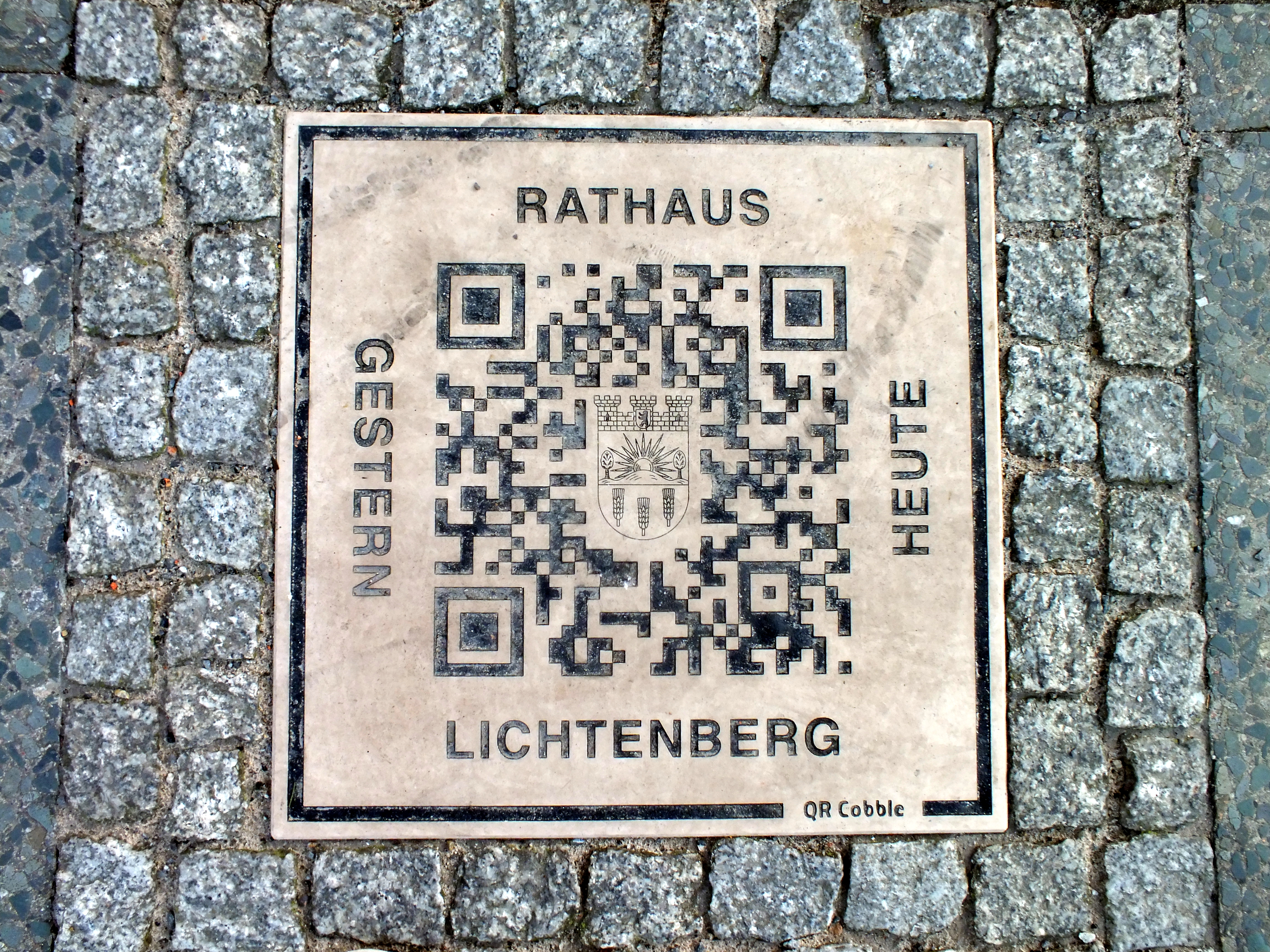
QR-Stein in Berlin im Bezirk Lichtenberg, 2016 verlegt.

Als QR-Stein, auch QR-Infostein, QR-Pflasterstein oder Pflasterstein 2.0 wird ein mit einem QR-Code versehener Stein bezeichnet, der vor touristisch interessanten Gebäuden, gegebenenfalls Kunst- oder Naturdenkmalen, Parkanlagen oder ähnlichem (meist) im Gehweg eingelassen wird. Diese Steine werden in unterschiedlichen Ausführungen anlassbezogen (als Pflasterstein, Skulptur oder Grabmal) im öffentlichen Raum aufgestellt oder eingebracht und sind eine Form des Mobile-Taggings. Solche gut sichtbaren wetterfesten Informationen gibt es seit dem Jahr 2011, die Steine werden unter anderem von Steinmetzen in Berlin und Köln hergestellt. Inzwischen werden auch Metallschilder mit QR-Codes verwendet (siehe Bild zu Lichtenberg).

## Geschichte

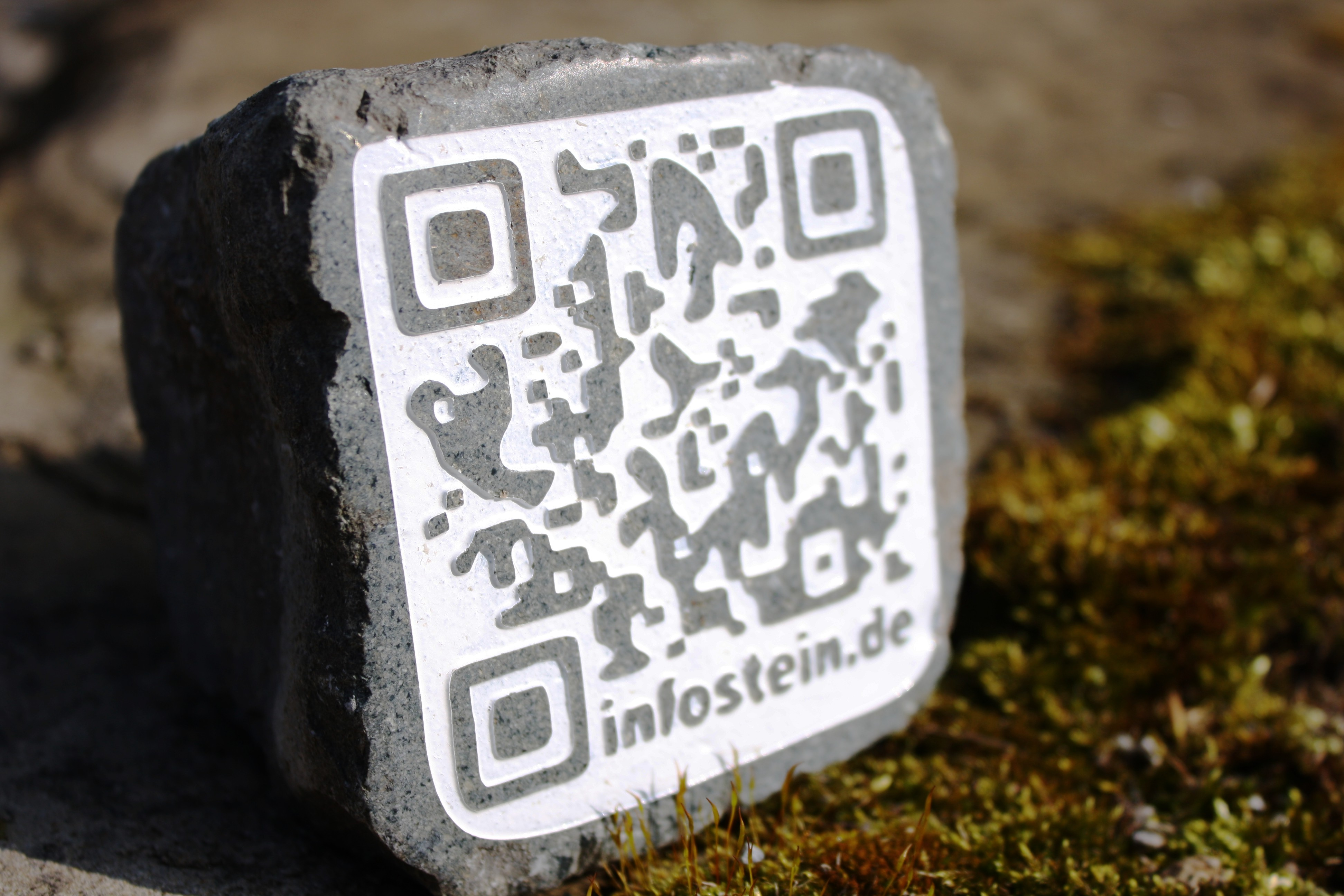
QR-Pflasterstein

Der Kölner Steinmetzbetrieb steinart stellte erstmals 2011 einen QR-Grabstein und darauf folgend andere Skulpturen und Pflastersteine als neuartige Informationsmittel im öffentlichen Raum in der Stadt Frankfurt am Main vor.
Das Berliner Unternehmen DGMK – Deutsche Gesellschaft für mediale Kundenbindungssysteme hat das QR Cobble (engl. für Kopfsteinpflaster) unter dem englischen Namen bekannt gemacht und sich um die Verlegung in der deutschen Hauptstadt bemüht.
Mit einem digitalen Endgerät gescannt und einem Programm zur Erkennung des Codes wird der Nutzer via Internet mit Informationen zu dem Dargestellten versorgt. Die Codes können in kleine quadratische Granitsteine eingraviert werden, auch in bereits vorhandene Gehwegplatten oder andere feste Naturmaterialien.
Solche Markierungen gibt es seit 2014 rund um das Holocaust-Mahnmal. Auch vor der CDU-Bundesgeschäftsstelle in Berlin-Mitte, in der Auguststraße und vor dem Rathaus Pankow sind QR-Pflastersteine zu finden. In Frankfurt wurden im Jahr 2015 auch die Gedenkorte Frankfurt 1933-1945, Erinnerungskultur 2.0 mit QR-Steinen ausgestattet.
Im Bezirk Lichtenberg wurde am 17. November 2016 direkt vor dem Rathaus ein QR-Cobble verlegt. Laut einer entsprechenden Pressemitteilung sind QR-Steine in weiteren deutschen Orten, in den USA und in Israel vorhanden.